# Carmen Salaber
Carmen Salaber de Montesinos fue una política argentina del Partido Peronista Femenino. Fue elegida a la Cámara de Diputados de la Nación Argentina en 1951, integrando el primer grupo de mujeres legisladoras en Argentina con la aplicación de la Ley 13.010 de sufragio femenino. Representó al pueblo de la provincia de Buenos Aires entre 1952 y 1955.

## Biografía
Era oriunda de Rojas, en el noroeste de la provincia de Buenos Aires. Era militante feminista y había adherido al peronismo.
En las elecciones legislativas de 1951, fue candidata del Partido Peronista en la 14.° circunscripción de la provincia de Buenos Aires, siendo una de las 26 mujeres elegidas a la Cámara de Diputados de la Nación Argentina. Otras cinco mujeres también fueron elegidas en dicha provincia: Magdalena Álvarez de Seminario, Francisca Ana Flores, María Elena Casuccio, Celina E. Rodríguez y Zulema Noemí Pracánico. Asumió el 25 de abril de 1952.
Fue vocal en la comisión de Juicio Político. Completó su mandato en abril de 1955.